# 鳥取市立佐治小学校
鳥取市立佐治小学校（とっとりしりつ さじしょうがっこう）は、鳥取県鳥取市佐治町福園にある公立小学校。

## 概要
鳥取市立佐治中学校と小中一貫教育を行っている。

## 沿革
- 1975年（昭和50年）4月1日 佐治村内の4小学校を統合し、佐治村立佐治小学校を設立。
- 2004年（平成16年）11月1日 佐治村が鳥取市に編入されたことに伴い、鳥取市立佐治小学校と改称する。

## 通学区域
- 佐治町大井、佐治町尾際、佐治町葛谷、佐治町加瀬木、佐治町加茂、佐治町刈地、佐治町河本、佐治町小原、佐治町高山、佐治町つく谷、佐治町津無、佐治町津野、佐治町栃原、佐治町中、佐治町畑、佐治町福園、佐治町古市、佐治町森坪、佐治町余戸

## 進学先中学校
- 鳥取市立千代南中学校